# Дилленс, Хендрик Жозеф
Хендрик Жозеф (Анри Жозеф) Дилленс (нидерл. Hendrick Joseph Dillens; 20 декабря 1812, Гент, Восточная Фландрия — 3 декабря 1872, Иксель) — бельгийский художник. Старший брат исторического живописца Адольфа Александра Дилленса (1821—1877).

## Биография
Родился в 1812 году в Генте в семье парикмахера в первоначальном смысле слова (мастера по изготовлению париков). Учился в Гентской академии художеств, после чего на три года отправился в Рим. 
В 1828 году 16-летний Дилленс, ещё находясь в родном городе, выставил в Гентском обществе изящных искусств картину  «Таинство крещения у русских», которая привлекла к нему внимание. 
Картина «Урок нравственности», которую Дилленс анонимно выставил на Гентском салоне 1832 года, принесла ему первую премию на конкурсе жанровой живописи Королевской академии изящных искусств Гента.
Создавал преимущественно жанровые сцены, иногда с юмористическим оттенком. После этого регулярно выставлял свои работы в Брюсселе, и периодически — в Нидерландах и во Франции, в том числе на Парижском салоне 1836 года и на Всемирной выставке 1867 года в Париже. 
Дилленс имел многочисленных учеников. В 1843—54 годах проживал в Антверпене, затем в Схарбеке, а с 1867 года в Икселе. 
Его сыном был скульптор Жюльен Дилленс (1849—1904). 
Скончался Дилленс в 1872 году в Икселе.

## Галерея

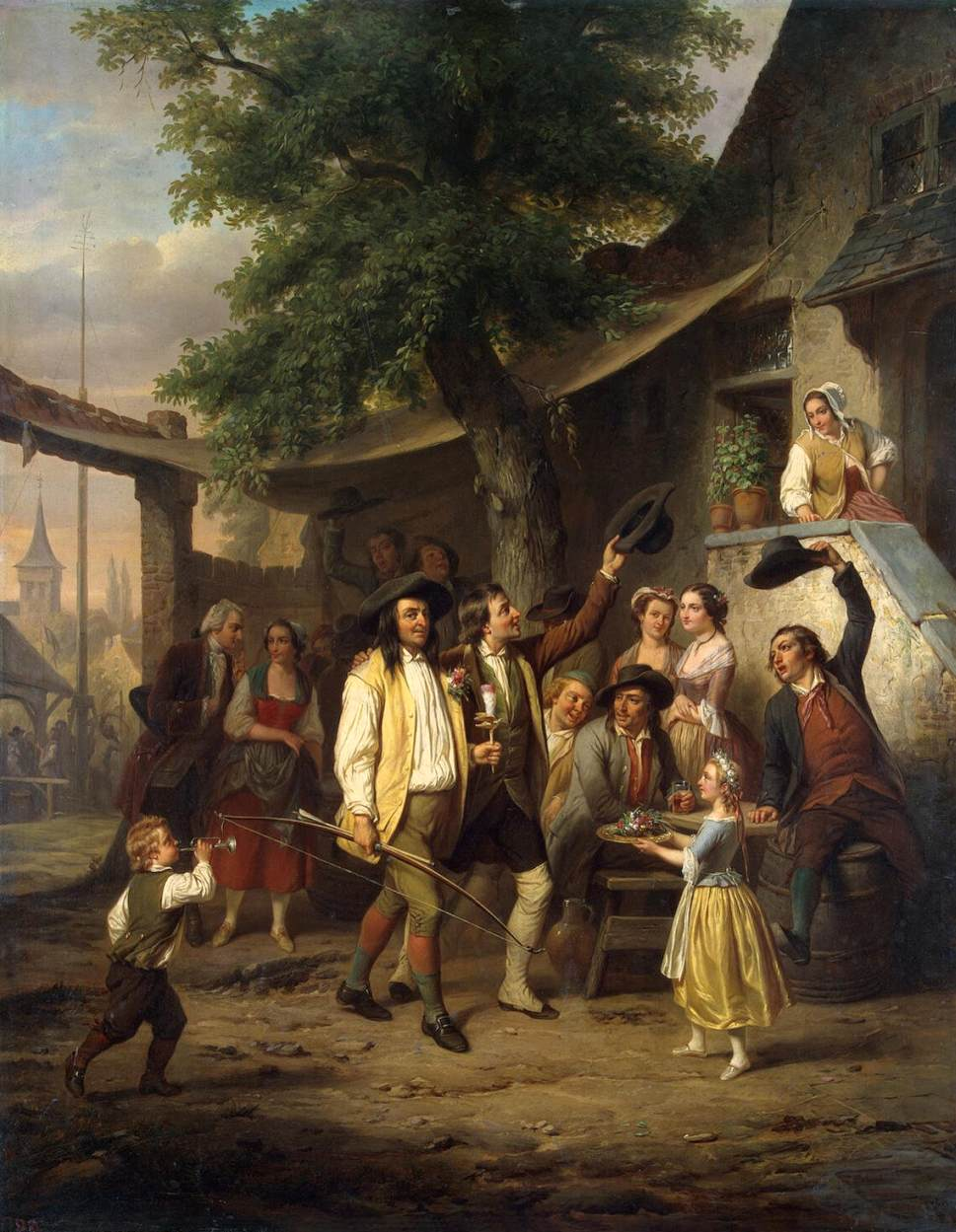
Стрелок-победитель (1851), Государственный Эрмитаж, Санкт-Петербург
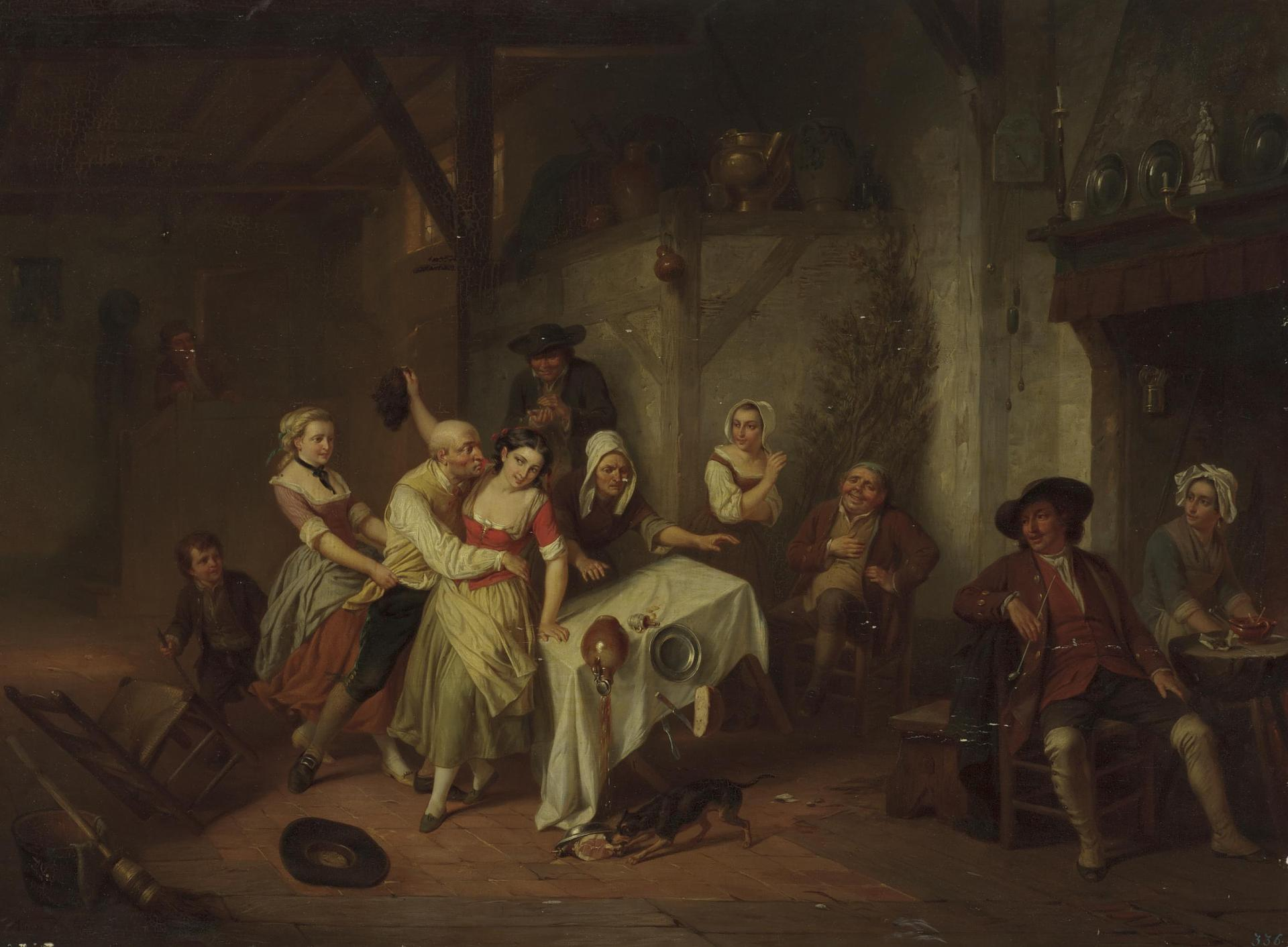
Сцена в кабачке (1852), Государственный Эрмитаж
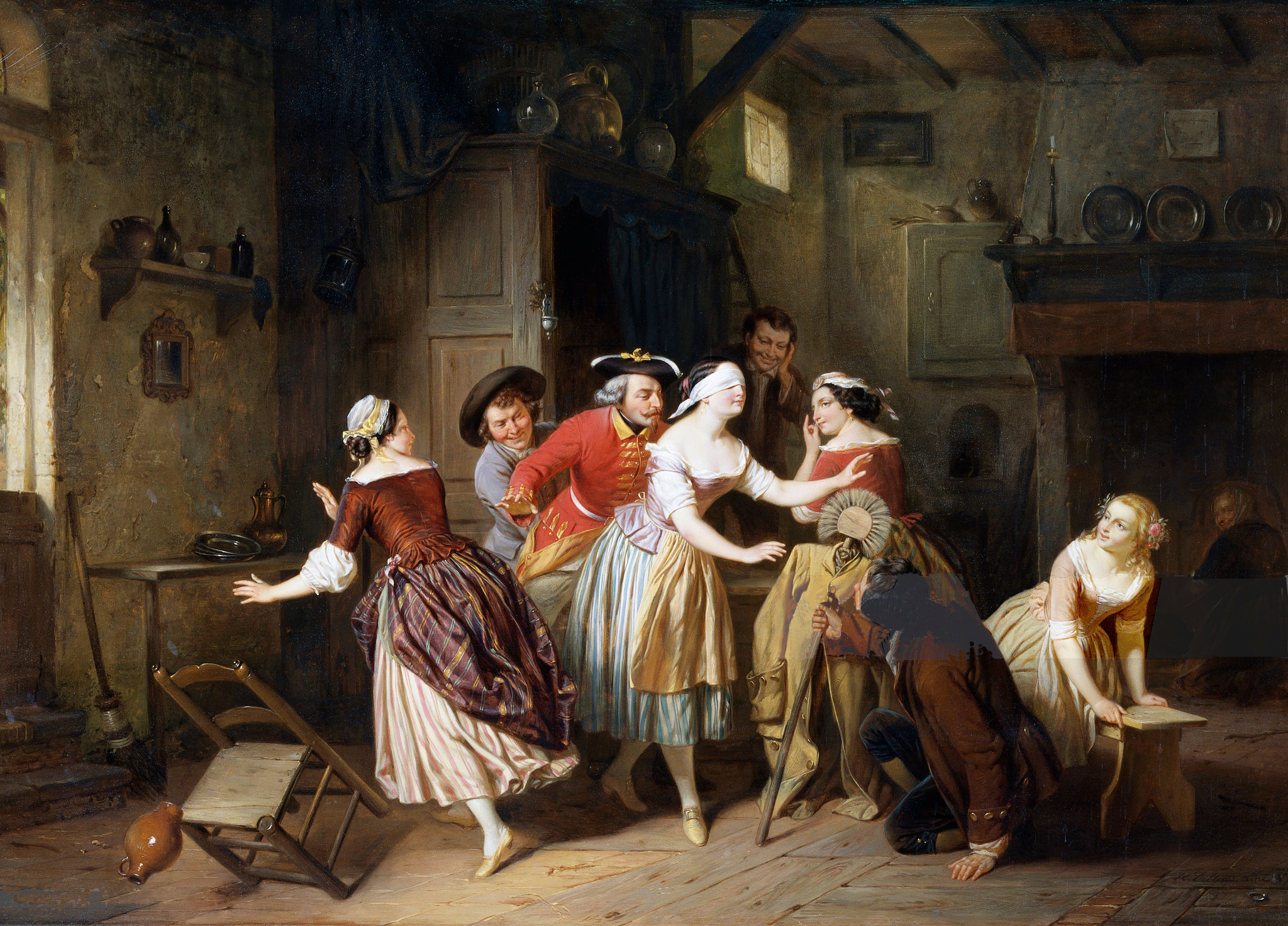
Игра в жмурки
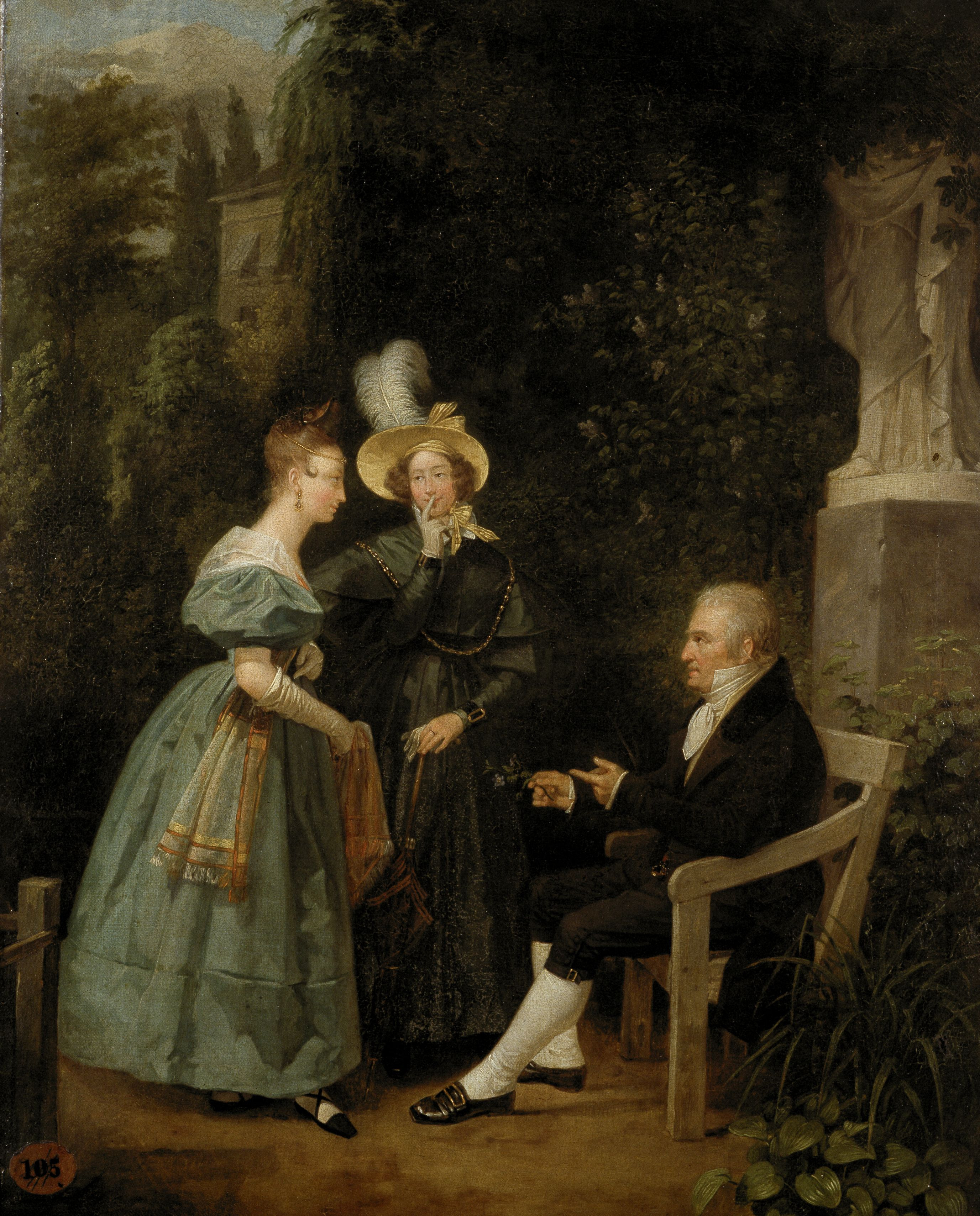
Урок нравственности (1832), Музей изящных искусств (Гент)
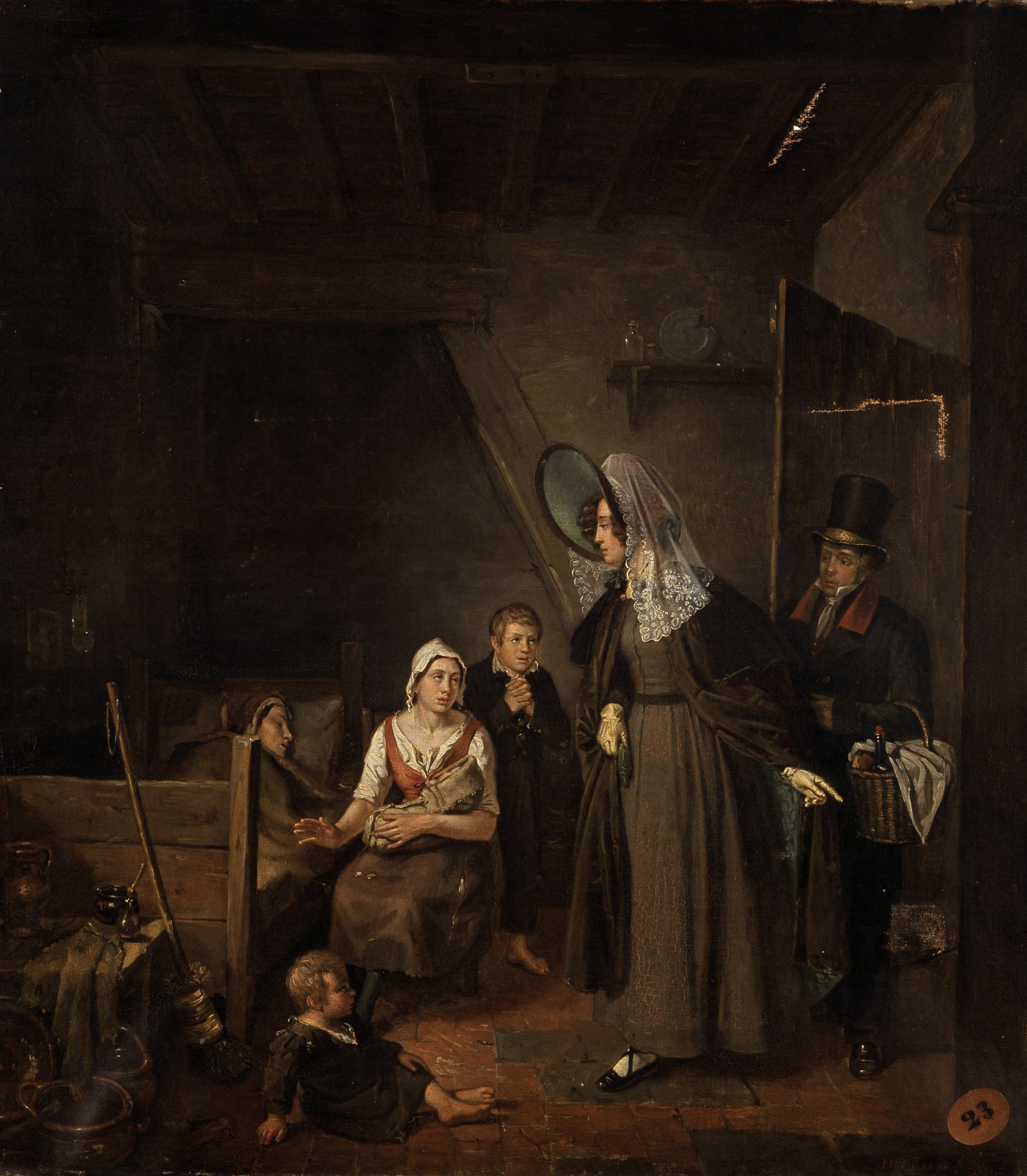
Визит благотворительницы в бедный дом (1840), Музей изящных искусств (Гент)
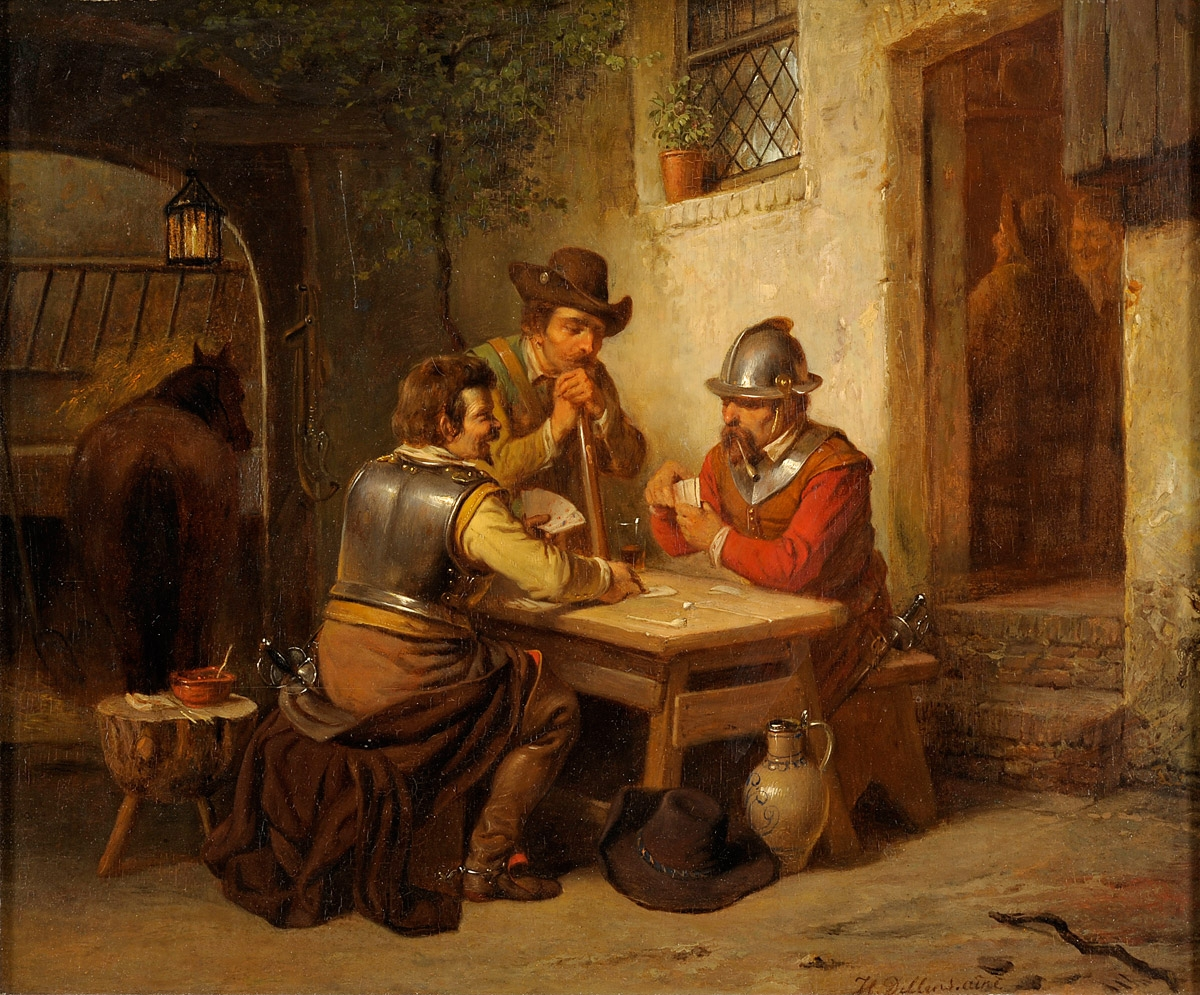
Солдаты, играющие в карты
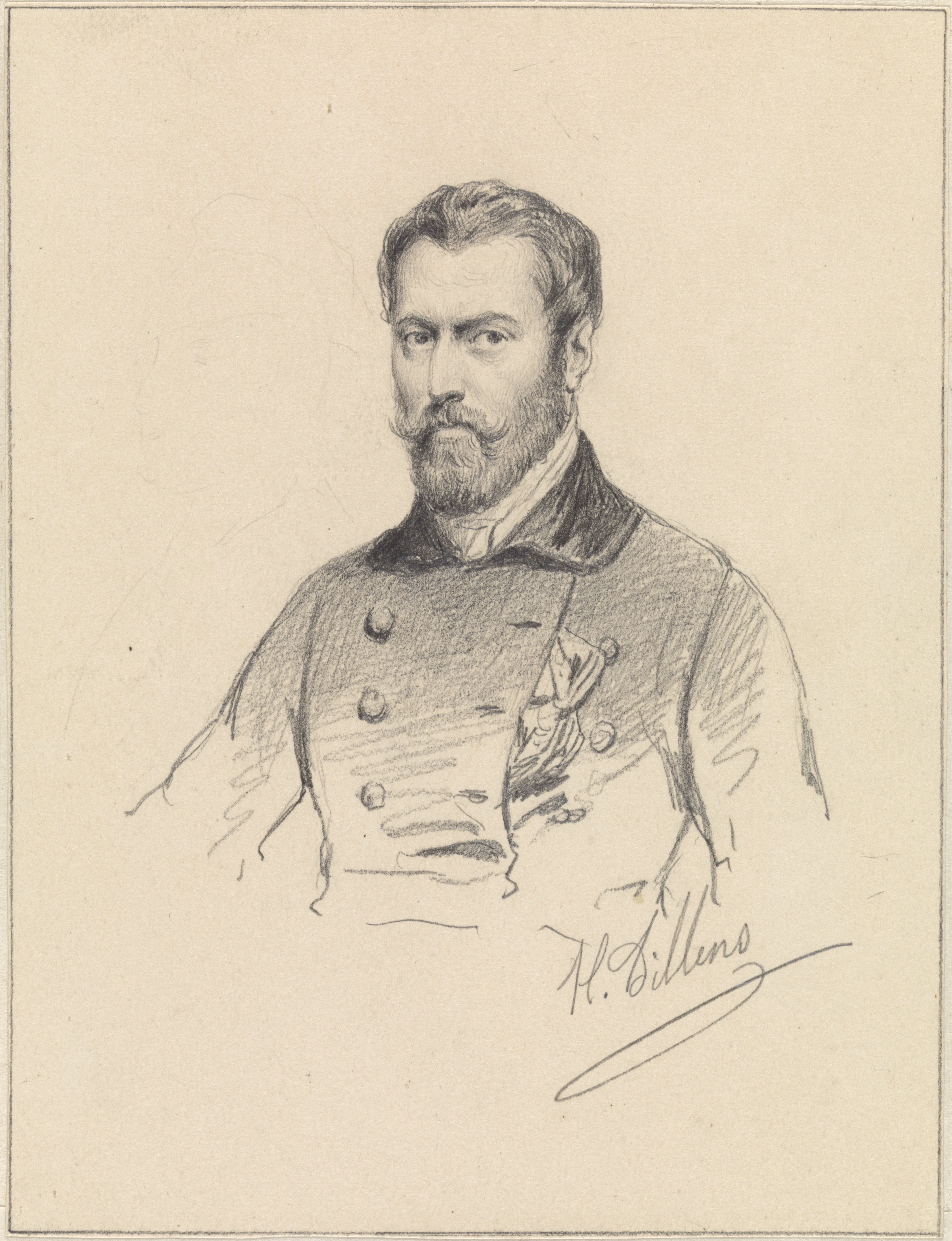
Автопортрет, Рейксмюсеум, Амстердам
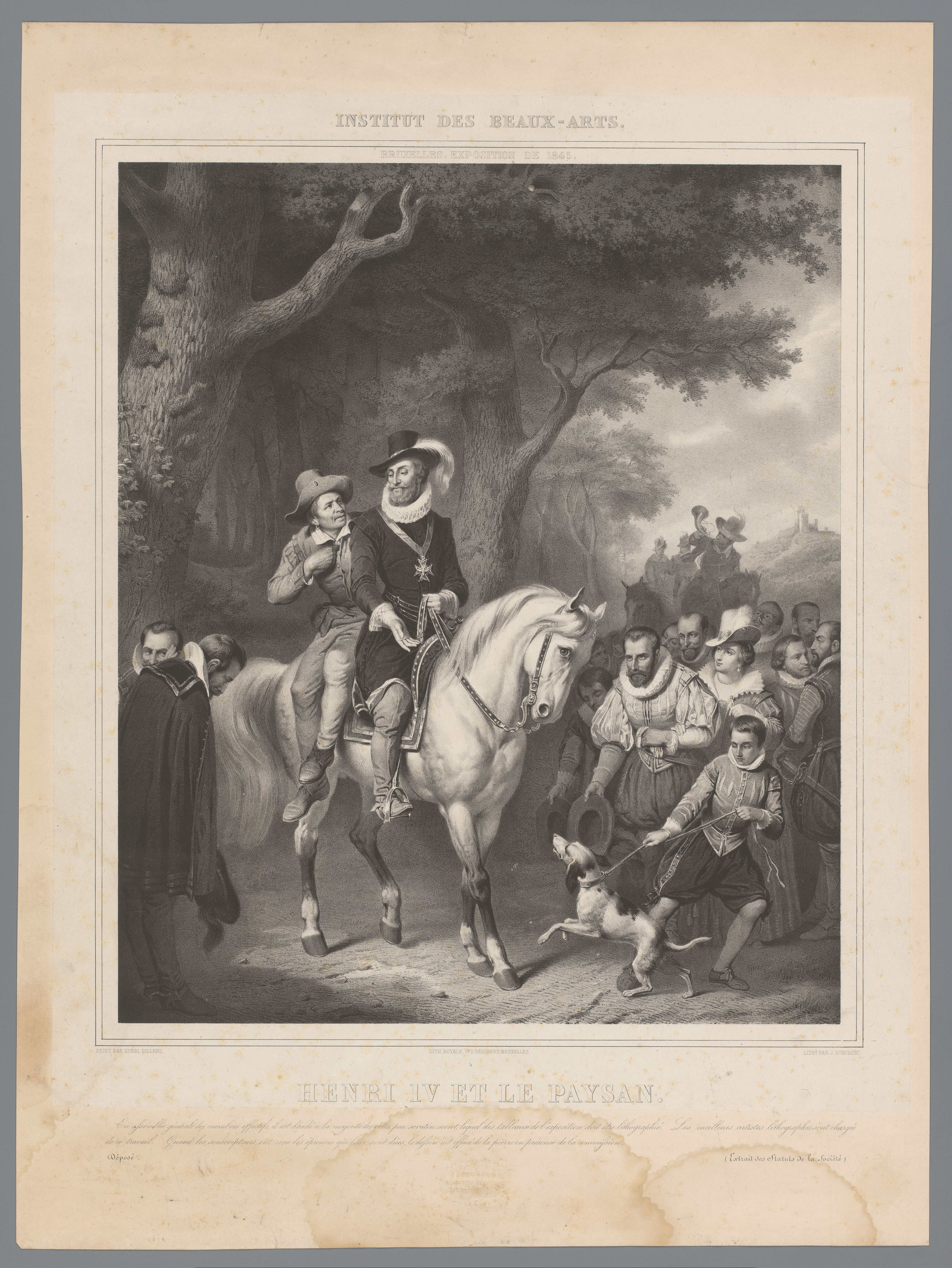
Король Генрих IV и крестьянин